# Marisela
Marisela (Los Angeles 24 de abril de 1966) é uma cantora e empresária mexicana/estado-unidense, nascida na California, filha de imigrantes mexicanos.